# Horniman Museum

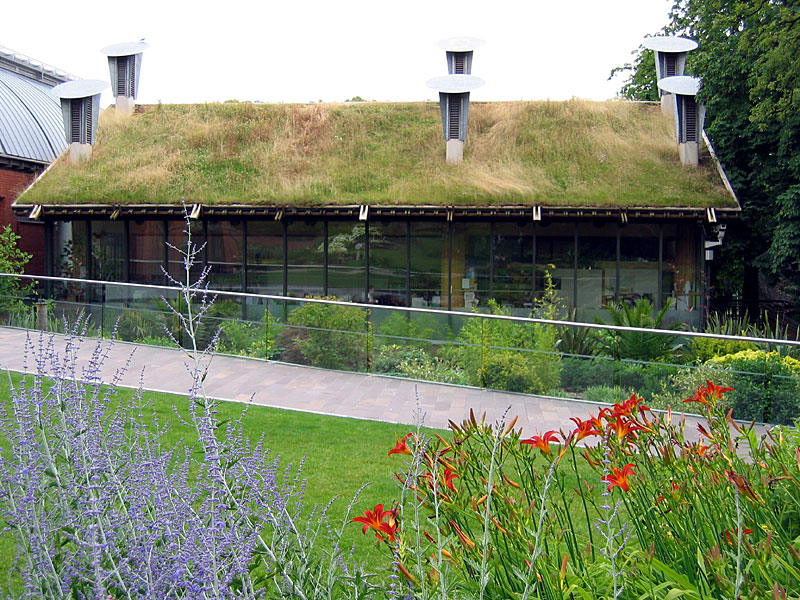
Das CUE-Gebäude

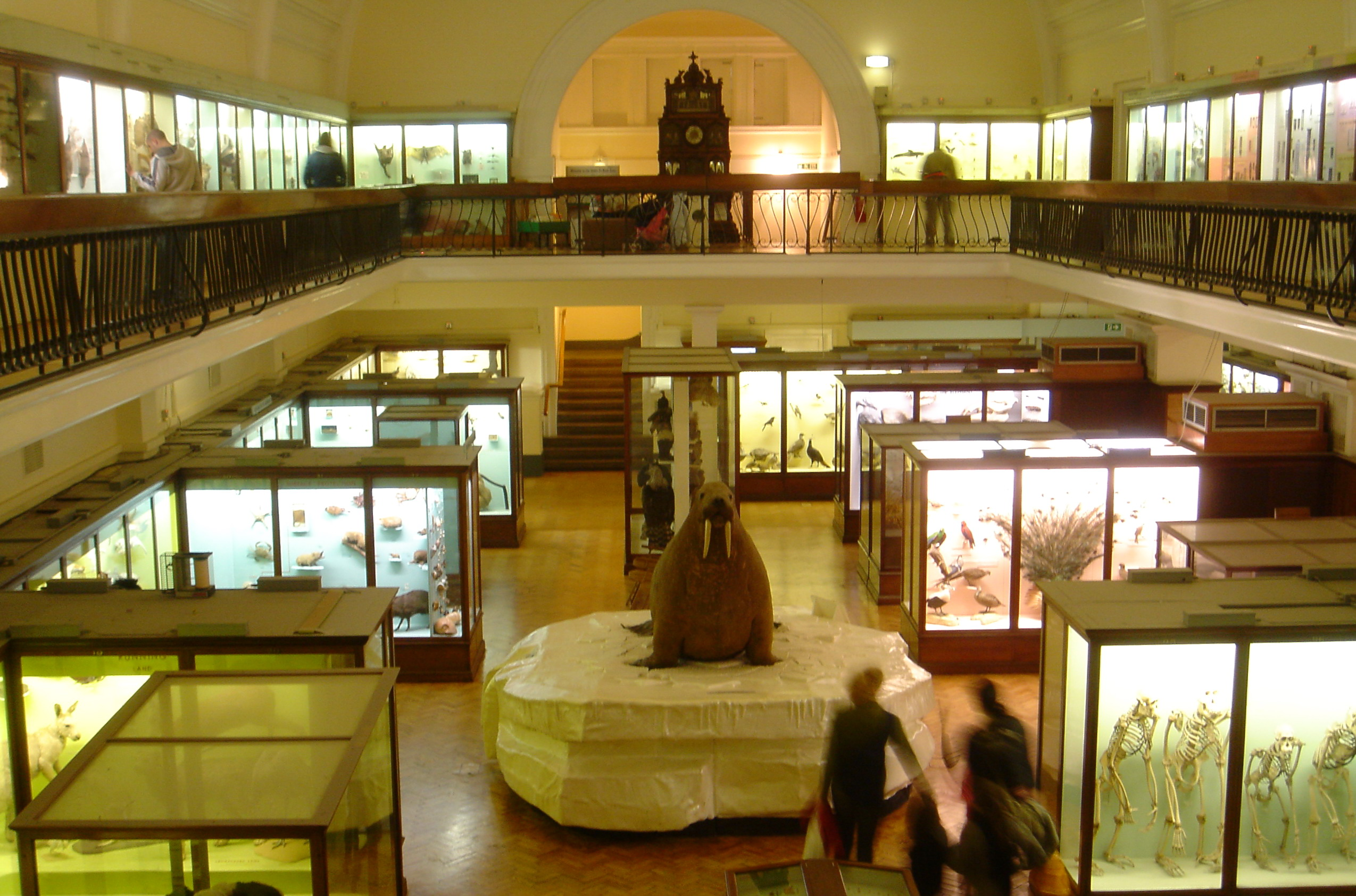
Die Hauptgalerie

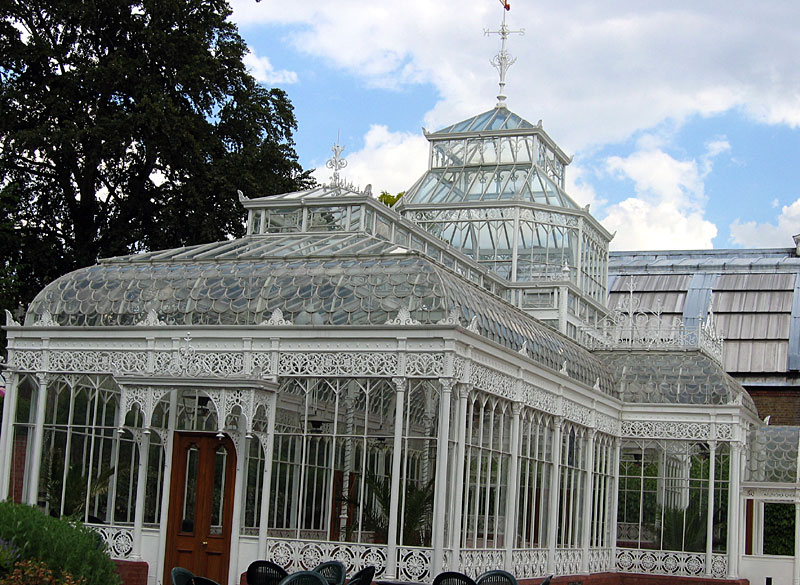
Der Wintergarten

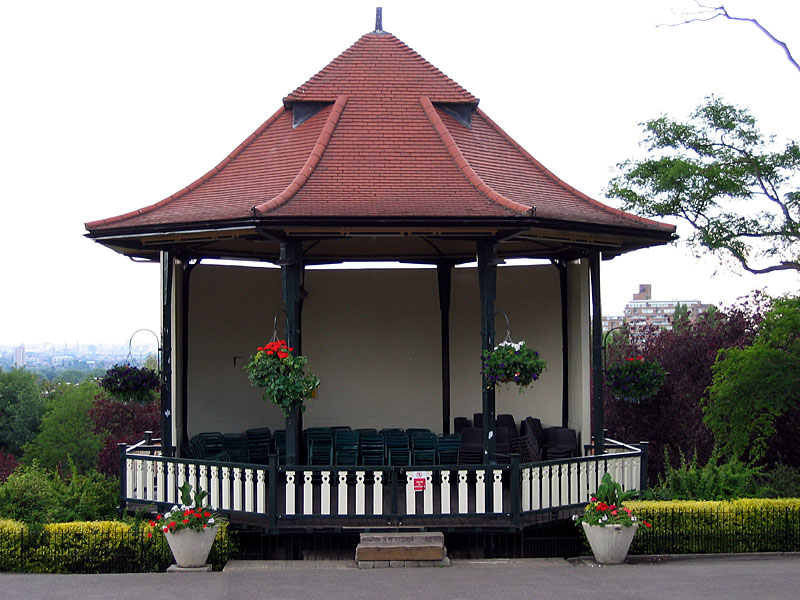
Der Musikpavillon 1912

Das Horniman Museum, auch Horniman Museum and Gardens, ist ein Museum in Forest Hill, London Borough of Lewisham, England. Es wurde von dem viktorianischen Teehändler Frederick John Horniman gegründet und enthält seine Sammlung aus den Bereichen Naturgeschichte, kulturelle Artefakte und Musikinstrumente.

## Geschichte
Nachdem es 1898 in Auftrag gegeben worden war, wurde das von Charles Harrison Townsend im Arts-and-Crafts-Stil entworfene Museum 1901 eröffnet.
Im Jahr 1911 wurde an der Westseite des Hauptgebäudes ein Anbau errichtet, der ursprünglich eine Lesehalle und eine Bibliothek beherbergte. Dieser Anbau wurde von Emslie Horniman, dem Sohn von Frederick John Horniman, gespendet und auch von Townsend entworfen. Im Jahr 1999 wurde das Museum für Sanierungsarbeiten geschlossen. Die Wiedereröffnung war am 14. Juni 2002. 
Das Horniman Museum ist eine öffentliche Körperschaft des Ministeriums für Kultur, Medien und Sport und wurde als Unternehmen und gemeinnützige Einrichtung nach englischem Recht eingerichtet.
2019 wurde das Horniman Museum von rund 953.000 Personen besucht. 2024 betrug die Besucherzahl etwa 840.000 Personen.

### CUE-Gebäude
Das Horniman Museum enthält das Gebäude des CUE (Centre for Understanding the Environment – Zentrum für das Verständnis der Umwelt). Dieses öffnete 1996 und wurde vom örtlichen Architekturbüro Architype entworfen. Das Gebäude hat ein Grasdach und wurde aus nachhaltigen Materialien gebaut. Es enthält auch passive Belüftung.

### Sammlungen
Das Horniman hat sich auf Sammlungen in  Anthropologie, Naturgeschichte und Musikinstrumenten spezialisiert und verfügt über eine Sammlung von 350.000 Objekten. Die Ethnografie- und Musikabteilung wurden mit dem Designated status, einem Preis für wichtige Museen, ausgezeichnet. Zu den berühmtesten Ausstellungen gehört die große Sammlung von ausgestopften Tieren. Auch das Aquarium ist für seine einzigartige Gestaltung bekannt. 

### Gärten
Zum Museum gehören 6,5 Hektar (65.000 m²) große Gärten, dazu gehören:
- ein denkmalgeschützter Wintergarten
- ein Musikpavillon von 1912
- ein kleines Tiergehege
- ein Naturlehrpfad
- ein Ziergarten